# 万崩 (大其力镇区)
万崩，是缅甸掸邦大其力县大其力镇区下辖的一个村，地处缅甸、泰国、老挝边境。
该村的万崩水警分局改造升级和万崩港扩建项目由中国主导的澜湄合作专项基金支持。